# Olaf Stuger
Olaf Frederik Stuger (Driebergen, 3 mei 1969) is een voormalig Nederlands politicus. Hij was tussen 2002 en 2003 lid van de Tweede Kamer namens de LPF en tussen 2014 en 2019 lid van het Europees Parlement namens de PVV.

## Biografie
Stuger studeerde bestuurskunde in Leiden waarna hij werkte in het bedrijfsleven. Hij was tot zijn Kamerwerk werkzaam als commercieel manager in de automatiseringsbranche. In 2003 werd Stuger partner bij het lobbykantoor Smeets, Stuger & De Vries dat zowel in Den Haag als Brussel actief is. Op 27 juni 2013 richtte hij samen met Jurgen de Vries en oud-Kamerlid Bruno Braakhuis de stichting Bond voor Belastingbetalers op, die als oogmerk doelmatigheid, transparantie en verantwoording van zowel belastinginning als uitgaven van belastinggeld heeft. Daarbij voerde de bond een rechtszaak tegen de vermogensrendementsheffing, die ook werd gewonnen.

### Politieke carrière

#### Jaren '90
In de jaren '90 was Stuger lid van D66 en nadien van de VVD.

#### Lijst Pim Fortuyn
Bij de Tweede Kamerverkiezingen van 2002 werd Stuger als 21e kandidaat gekozen in de Tweede Kamer namens de Lijst Pim Fortuyn. Samen met zijn fractiegenoot Joost Eerdmans diende hij een initiatiefvoorstel in over het invoeren van een minimumstraf voor bepaalde geweldsdelicten. Daarnaast pleitte Stuger voor een levenslange gevangenisstraf voor kinderverkrachters en kindermoordenaars.
Bij de Tweede Kamerverkiezingen van 2003 stond Stuger tiende op de lijst van de LPF, te laag om herkozen te worden. Hij werd op 21 september 2006 alsnog beëdigd als Tweede Kamerlid. Hij nam de zetel over die door het vertrek van Gerard van As op 12 september 2006 was vrijgekomen. Inmiddels was hij tot lijsttrekker gekozen voor de Tweede Kamerverkiezingen van 2006. Hiervoor zegde hij zijn baan op, maar de Lijst Vijf Fortuyn, zoals de lijst toen heette, behaalde geen zetels meer.
Stuger distantieerde zich nadien openlijk van de LPF, noemde zichzelf geen LPF'er en gaf aan achter Fortuyn aan te zijn gelopen omdat hij "zijn ideeën goed vond".

#### Partij voor de Vrijheid (PVV)
Bij de Europese Parlementsverkiezingen van 2014 werd Stuger namens de PVV verkozen tot lid van het Europees Parlement.
Bij de Europese Parlementsverkiezingen van 2019 stond Stuger op de tweede plaats van de kandidatenlijst van de PVV, wat onvoldoende was om herkozen te worden: de PVV kreeg pas een zetel na het uittreden van het Verenigd Koninkrijk uit de Europese Unie.

#### Partij voor de Toekomst & GO
Hierna sloot Stuger zich in april 2020 aan bij de Groep Otten. Toen de groep van Henk Otten samenging met de nieuwe Partij voor de Toekomst van Henk Krol ging Stuger eveneens mee. Later ging de Partij voor de Toekomst verder als Groep Otten. Sinds 2021 is Stuger niet meer verbonden aan de Groep Otten.

## Politieke opvattingen
Stuger brak een lans voor een assertief en daadkrachtige vertegenwoordiging van Nederland binnen de Europese Unie. In het verleden keerde Stuger zich tegen (massa)immigratie en stond hij bekend als eurosceptisch. Binnen het Europees Parlement was hij een van de voorstanders van het afschaffen van de zomer- en wintertijd.

## Persoonlijk
Stuger is getrouwd met psychiater Esther van Fenema en heeft uit zijn eerste huwelijk drie kinderen.